# سنيس
سنیس، (بالإنجليزية: Senis)‏، هي بلدية، في مقاطعة أوريستانو، في إقليم سردينيا الإيطالي، وتقع على بعد حوالي 70 كم (43 ميل) شمال كالياري، وحوالي 30 كم (19 ميل) جنوب شرق أوريستانو. اعتبارا من 31 ديسمبر 2004، كان عدد سكانها 546 وتبلغ مساحتها 16.0 كيلومتر مربع (6.2 ميل مربع).

## السكان
في سنة 1861 بلغ عدد السكان 780 نسمة، وتطور العدد ليصل في سنة 2011 لـ 479 نسمة.
يظهر هذا المخطط البياني تطور النمو السكاني لـ سنيس